# Werner Ludvig Nannestad
Verner Ludvig Nannestad (født 9. oktober 1839 i Øster Velling, død 22. oktober 1899) var en dansk præst.
Nannestad, der var sognepræst i Stillinge, optrådte, særlig i sine senere år, som teologisk forfatter, og skrev adskillige afhandlinger i "Theologisk Tidsskrift". Særlig må dog fremhæves hans interessante skildringer af dansk prædiken i samtiden: Portrætter fra Kirken (D.G. Monrad, C. Hostrup, R. Frimodt), Bidrag til en Karakteristik af dansk Prædiken i det 19. Aarhundredes sidste Halvdel (1895), og dens fortsættelse i H.L. Martensen (1897) og Portrætter fra Kirken (J.H. Paulli, N.G. Blædel) (1899).